# Kouznetsov NK-32
Le Kouznetsov NK-32 est un turboréacteur militaire double flux à faible taux de dilution avec postcombustion.

## NK-32
Développant une poussée de 55 000 lbf (245 kN) avec postcombustion, il propulse le bombardier supersonique Tupolev Tu-160 qui a effectué son premier vol en 1981 et a été monté sur un exemplaire de l'avion de transport supersonique Tupolev Tu-144LL utilisé par la NASA entre 1996 et 1999.

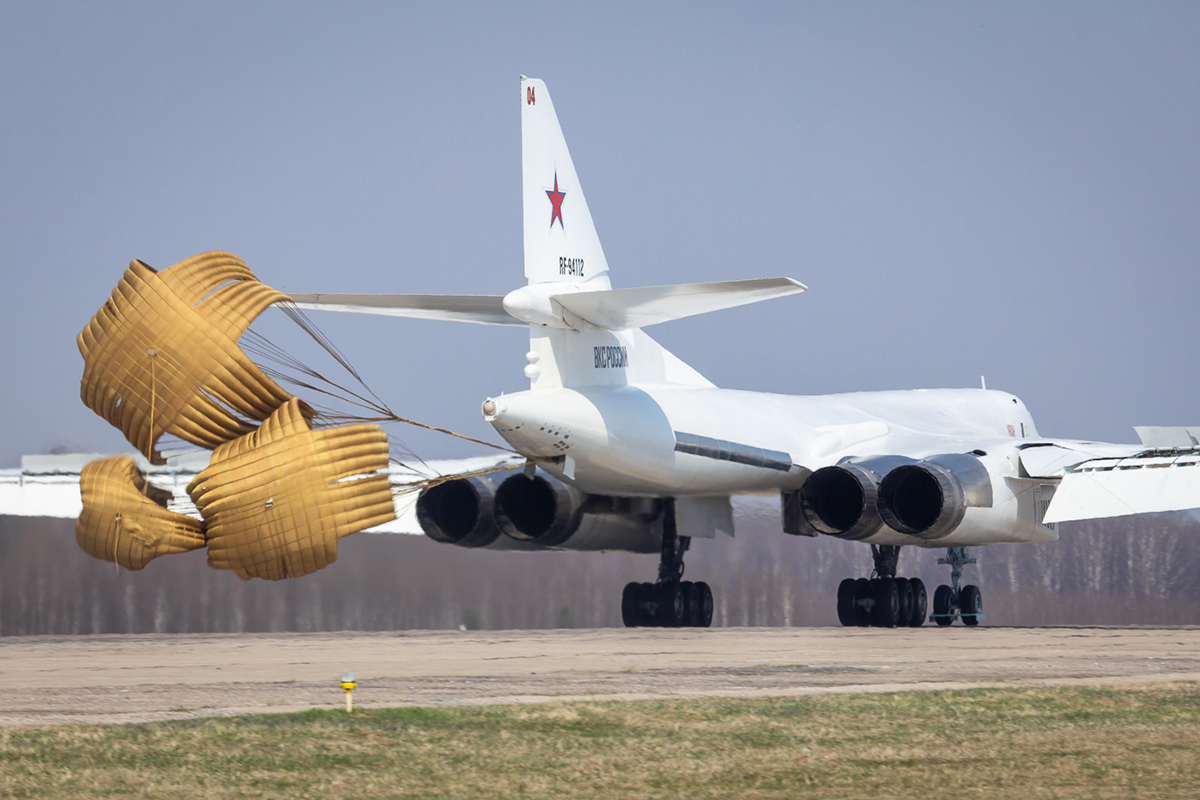
Un Tu-160 a l'atterrissage en 2019.

C'est le plus grand et le plus puissant moteur jamais monté sur un appareil de combat. Il faut cependant noter que de plus puissants réacteurs tel le General Electric GE90, montés sur des avions civils, sacrifient la vitesse de sortie des gaz pour avoir une plus forte poussée ; ils ne peuvent donc accélérer jusqu'aux vitesses supersoniques. Sa production s'est arrêtée au milieu des années 1990.

## NK-32-02
Le turboréacteur NK-32-02 avait été développé dès 1987, mais il n'a pas été alors produit en raison de problèmes de financement.
La société Kouznetsov de Samara signe un contrat en août 2014 relatif au redémarrage de la production des NK-32 séries 02 avec 20 ou 22 moteurs commandés, les premiers de préproduction sont livrés fin 2018.
Les améliorations portées sur le NK-32-02 concernent les aubes des compresseurs et des turbines, l'aérodynamique interne, ainsi qu'un meilleur refroidissement interne. En conséquence, la consommation en kérosène a été réduite permettant une autonomie supplémentaire de mille km tandis que la poussée au décollage, soit 25 t, reste inchangée. La version actuelle du moteur destinée au Tu-160M2 est désignée NK32-02M2 et sa durée de vie opérationnelle est estimée à une douzaine d'années.
Le 20 février 2020, on annonce que la production doit être accélérée. 
Le premier vol d'un Tu-160 avec ces nouveaux moteurs est annoncé le 3 novembre 2020.